# Callionymus platycephalus
Callionymus platycephalus är en fiskart som beskrevs av Fricke, 1983. Callionymus platycephalus ingår i släktet Callionymus och familjen sjökocksfiskar. IUCN kategoriserar arten globalt som otillräckligt studerad. Inga underarter finns listade.